# Tomoko Kawakami
Rinko Kawakami (川上 倫子 Kawakami Rinko?,  Tokio, Japón, 25 de abril de 1970 - Ibidem, 9 de junio de 2011), conocida artistícamente como Tomoko Kawakami (川上 とも子 Kawakami Tomoko?), fue una actriz de voz japonesa. Kawakami se graduó del Tōhō Gakuen Daigaku y fue representada por Production Baobab hasta el momento de su muerte.

## Biografía
Debutó en 1995 como Chiriko en Fushigi Yuugi. Dos años después, tuvo su primer papel protagonista como Utena Tenjou en Shōjo Kakumei Utena. Luego de interpretar a Chirko y Utena, tuvo otros importantes roles en Air (Misuzu Kamio), Bleach (Soifon), Chrono Crusade (Rosette Christopher), Hikaru no Go (Hikaru Shindou) y Sargento Keroro (Fuyuki Hinata).
Kawakami ha interpretado a su vez a varios personajes masculinos (Hikaru Shindo, Fuyuki Hinata, Chiriko), estereotipos femeninos (Sugar, Misuzu Kamio, Sayuri Kinata) y personajes cómicos (Ai Mori, Pirika). Aunque sus desempeños más conocidos son en personajes de anime shōjo-ai.

## Muerte
En agosto de 2008, Kawakami fue diagnosticada con cáncer de ovario, motivo por el cual tuvo que retirarse de la actuación de voz y someterse a cirugía. Durante su larga lucha contra el cáncer, muchos de sus roles activos fueron tomados por otras actrices, a pesar de que Kawakami continuó ofreciendo su voz a otros personajes. Kawakami falleció el 9 de junio de 2011, a la edad de 41 años.

## Filmografía

### Anime
- Shijō Saikyō no Deshi Kenichi- Fūrinji Miu
- AIR - Misuzu Kamio
- Amaenaideyo - Sumi Ikuina
- A Little Snow Fairy Sugar - Sugar
- Angelic Layer - Madoka Fujisaki
- Aria - Athena Glory
- Ashita no Nadja - Stefan (episodio 31)
- Battle Athletes Victory - Chris Christopher
- Gokujō Seitokai - Cyndi Manabe
- Betterman - Sēme
- Bleach - Soifon
- Jibaku-kun - Twelve World Story - Pinky
- Cardcaptor Sakura- Rika Sasaki
- Chrono Crusade - Rosette Christopher
- Cyborg 009 - Cynthia (episodio 10)
- Darker than Black - Amber
- Dear Boys - Yukiko Kawasaki
- Yami no Matsuei - Kazusa Otonashi
- Tantei Gakuen Q - Kazuma Narusawa
- Di Gi Charat Nyo! - Chibi Akari, Kareida-san
- Sensei no Ojikan - Akane Kobayashi
- Elfen Lied - Mariko
- F-Zero: GP Legend - Reina, Sasuke
- Fullmetal Alchemist - Kayal (episodio 9)
- Fushigi Yūgi, Fushigi Yūgi Oni, y Fushigi Yūgi Eikoden - Chiriko
- Gakuen Heaven - Umino Satoshi
- Gladiador - Lulu
- Sousei No Aquarion - Futaba
- Great Teacher Onizuka - Hoshino (episodio 28)
- Gakkō no Kaidan - Miyanoshita Satsuki
- Godannar - Luna
- Harukanaru Toki no Naka de - Akane Motomiya
- Hikaru no Go - Hikaru Shindō
- I'm Gonna Be An Angel! - Noelle
- Jigoku Shōjo - Aya Kuroda (episodio 1)
- Jinki:EXTEND - Elnie Tachibana
- Kanon - Sayuri Kurata
- Pretty Sammy - Haida
- Martian Successor Nadesico - Eri, Ai
- MegaMan NT Warrior - Princess Pride
- Mirmo! - Wakaba
- Mon Colle Knights - Fearī
- NieA 7 - Kāna
- Nodame Cantabile - Elise, Puririn (Purigorota drama y anime)
- One Piece - Amanda
- Orphen: Revenge - Licorice Nelson
- Paranoia Agent - Heroin
- Piano - Yūki Matsubara
- Pokémon - Ayame, Takami, Buneary, Pokédex/Pokémon Zukan (Episodios del 422 - 516)
- Popotan - Konami, Mai
- Mahō Senshi Riui - Merrill
- Shōjo Kakumei Utena - Utena Tenjō
- Saiyuki Reload series - Lirin
- Sargento Keroro - Fuyuki Hinata
- Shaman King - Pirika, Mini Mongomeri
- Shijō Saikyō no Deshi Kenichi - Fūrinji Miu
- Steel Angel Kurumi - Eiko Kichijōji
- Tactics- Yōko
- La Ley de Ueki - Ai Mori
- Los Doce Reinos - Rangyoku
- El Mundo de Narue - Ran Tendō
- Those Who Hunt Elves - Annette, Emily
- Those Who Hunt Elves 2 - Annette, Pichi
- Tokyo Mew Mew - Ayano Uemura (episodio 28)
- Touch - Kōchi
- Trinity Blood - Elise Wasmeyer (episodio 8)
- Uta Kata - Satsuki Takigawa
- Yakitate!! Japan - Princess Anne (episodio 31)
- Sylvanian Families (japan)-

### Videojuegos
- Air: 1000th Summer - Misuzu Kamio
- Bleach: Blade Battlers 2 - Soifon
- Bleach: Heat The Soul 3 - Soifon
- Bleach: Heat the Soul 4 - Soifon
- Bleach: Shattered Blade - Soifon
- Brave Story: New Traveler - Yuno
- Growlanser II: The Sense of Justice - Charlone Claudius
- King of Fighters - May Lee Jinju
- Klonoa 2:Lunatea's Veil - Lolo
- Ratchet & Clank: Up Your Arsenal - Sasha
- Sengoku Basara - Itsuki
- Super Smash Bros. Brawl - Fushigishou (Ivysaur)
- Tales of Destiny 2 - Nanaly Fletch
- The Law of Ueki: Taosu Zeroberuto Juudan! - Ai Mori
- Viper F40 - Raika
- Viper CTR - Miki

### CD Drama
- Air - Mizusu Kamio
- Aria The Natural Drama - Athena Glory
- Bleach; Hanatarou's Lost Item - Soifon
- Cardcaptor Sakura; Sweet Valentine Stories - Rika Sasaki
- Doki Doki School Hours - Akane Kobayashi
- Harukanaru Toki No Naka De - Akane Motomiya
  - Kagetsu no Yoi Unmei no Meikyu Shuroku Video Tsuki
  - Momoji no Mai
  - Okibi
  - Toki Fuuin
  - Tokomidori
  - Tsuki no Shizuku
  - Uzusukiyo
- Hikaru no Go: Sorezore no Toki - Hikaru Shindo
- JINKI: EXTEND - Elnie Tachibana
- Kanon Anthology - Sayuri Kinata
  - Mizuse-san Chi
  - Mita Sora no Koto
  - Itsuka Mita Yume
- Kara no Kyoukai - Shiki Ryōgi
- The Law of Ueki - Ai Mori
  - The Law of Drama
  - The Law of Radio
- Piano Gakusho - Yuki Matsubara
- Saiyuki Audio Drama - Lirin
- Tactics - Yoko
- Tales of Destiny - Nanaly Fletch
- ZombieLoan - Yuuta

### Películas
- Air (movie) - Misuzu Kamio
- Bleach: Memories of Nobody - Soifon
- Bleach: The DiamondDust Rebellion - Soifon
- Lupin; Alcatraz Connection - Monica
- Inuyasha; Affections Touching Across Time - Harin
- Keroro Gunso the Super Movie - Fuyuki Hinata
- Keroro Gunso the Super Movie 2: The Deep Sea Princess - Fuyuki Hinata

### OVAs
- Futari Ecchi - Yura Onoda

### Acción real
- Nodame Cantabile - Puririn (Purigorota)